# Institut Stanislas (Cannes)
Pour les articles homonymes, voir Collège Stanislas.
L'institut Stanislas de Cannes est un établissement privé catholique sous contrat d'association avec l'État, fondé en 1866 comme une entité du Collège Stanislas de Paris. Il accueille plus de 2 339 élèves[Quand ?][réf. nécessaire] et étudiants répartis de la maternelle aux classes préparatoires économiques et scientifiques.

## Situation géographique
L'institut Stanislas est situé 1, place Stanislas au centre de Cannes dans le département des Alpes-Maritimes en région Provence-Alpes-Côte d'Azur (France). Surplombant la baie de Cannes, au-dessus du centre historique du Suquet, les bâtiments s'étendent sur 24 000 m2 entre les rues des Suisses et Louis-Pastour  et les boulevards Victor-Tuby et Guynemer dans le quartier administratif Riou - Petit Juas - Av. de Grasse.

## Historique

### Fondation

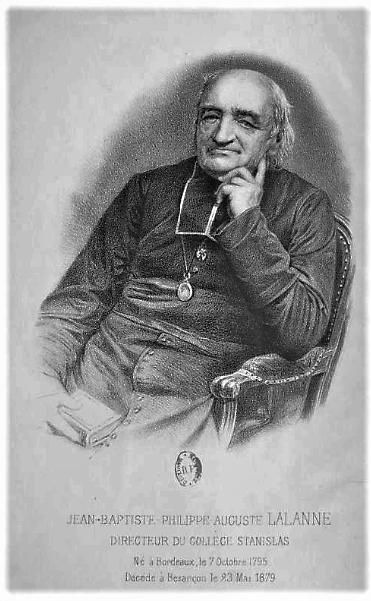
Portrait de l'abbé Lalanne, directeur du Collège Stanislas de Paris, fondateur en 1866 et directeur en 1871 de l'institut Stanislas de Cannes.

L'institut Stanislas, construit par Laurent Vianay, petit-neveu du curé d'Ars et l'un  des architectes les plus importants du patrimoine balnéaire de Cannes, a été fondé en 1866, à la demande de la ville sous la municipalité de Donat-Joseph Méro,,, par les Marianistes du Collège Stanislas de Paris dirigé par l'abbé Lalanne. Le premier emplacement de la rue d'Antibes étant inapproprié, l'abbé décide l'acquisition du terrain actuel, sur l'ancien chemin de Grasse. Le bâtiment est inauguré en 1870.
L'abbé Lalanne en prend la direction pour quelques années en 1871. Il a constaté que « les familles d'une certaine classe répugnent invinciblement à envoyer leurs enfants aux écoles primaires communales, de crainte de les voir mêlés à une foule d’enfants mal tenus et tout autrement élevés que leurs enfants » et affiche clairement son objectif : « offrir aux étrangers de qualité un choix d'élèves parmi lesquels on ne peut craindre aucune mésalliance ». 
Destiné à l’origine à une clientèle aristocratique, l'établissement est, à sa création, le tout premier et, jusqu'en 1913, l'unique collège de Cannes. Il hérite du nom de sa maison-mère, elle-même baptisée en l'honneur du roi de France Louis XVIII Stanislas Xavier (arrière-petit-fils de Stanislas Ier, roi de Pologne puis duc de Lorraine). 

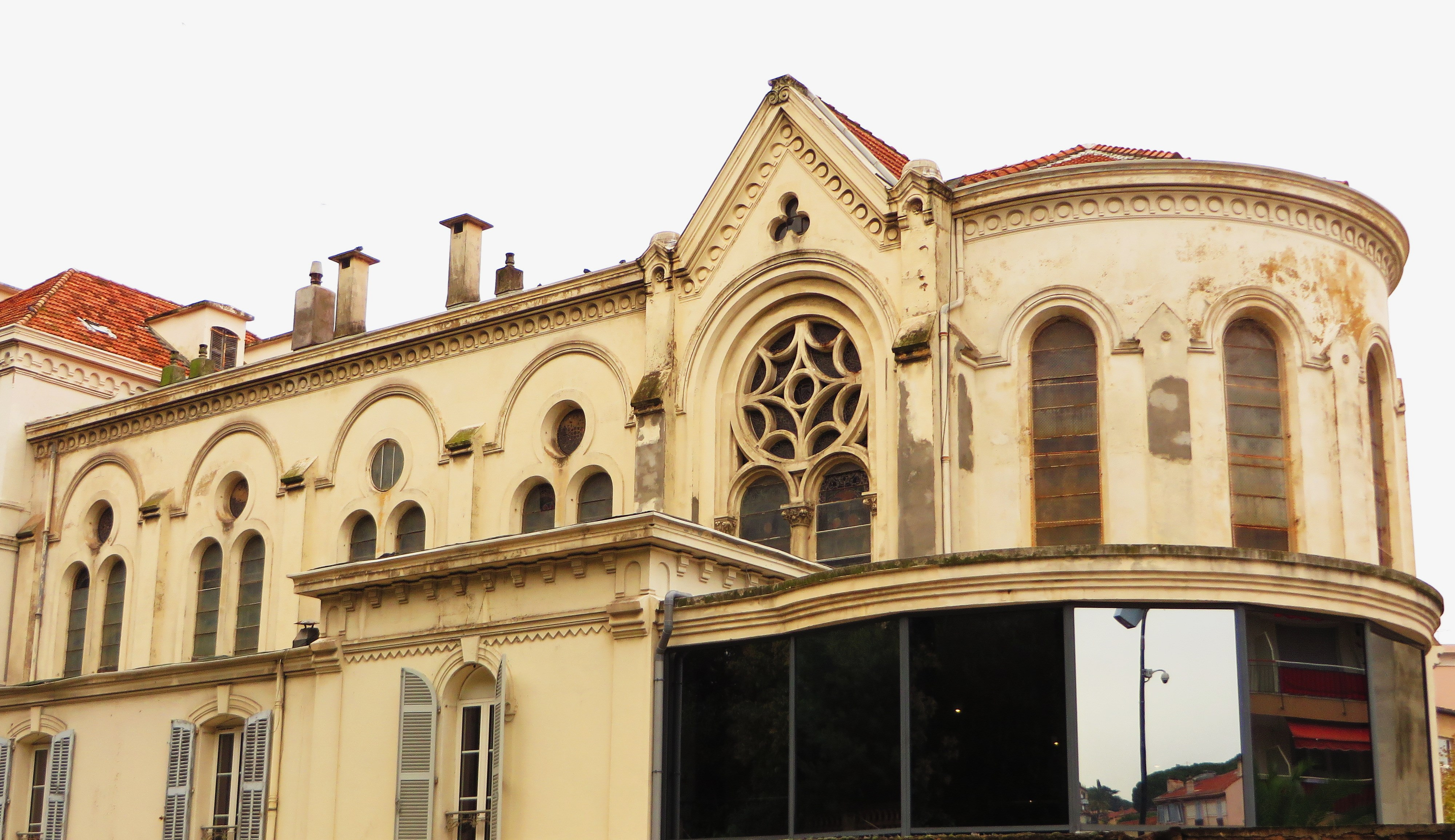
Chapelle de l'institut Stanislas.

La chapelle Stanislas date de 1882 et sa construction s'inscrit dans le prolongement du bâtiment historique (le bâtiment « Chaminade », qui porte le nom du fondateur de la Société de Marie) de l'établissement, dont la nouvelle aile a triplé la longueur en 1885. Cette chapelle fut à plusieurs reprises le lieu de grandes cérémonies sous la présidence d'honneur et régulière de l'empereur Pierre II, empereur du Brésil, du comte de Paris et de la famille royale de Naples et des Deux-Siciles (dont les enfants et petits-enfants étaient alors élèves de l'institution), et est décorée de fresques signées par Nicolas Greschny.

### Période contemporaine
L’institut Stanislas de Cannes est depuis 1969 sous contrat d'association avec l'État. La même année, les Marianistes ont transféré la tutelle de l'établissement catholique au diocèse de Nice. Un nouvel édifice a été construit en 1970 pour le cycle du collège, suivi d'un internat et d'un nouveau bâtiment de lycée en 1991, ainsi que d'extensions additionnelles (stade, nouveaux espaces de restauration, agrandissement de l'internat, réalisation d'un complexe sportif, nouveau stade, agrandissements de l'école et du collège, nouveaux laboratoires) entre 1997 et 2013. À la rentrée de septembre 2018, un nouveau bâtiment est créé pour les classes maternelles.

## Enseignements et effectifs

### Présentation
L'établissement est composé :
- d'une école maternelle et élémentaire (550 élèves) ;
- d'un collège (980 élèves) ;
- d'un lycée (686 élèves) ;
- de classes préparatoires aux grandes écoles, économiques (ECE), littéraire (BL) et scientifiques (MPSI, PCSI, MP, PSI). Près de 200 étudiants sont accueillis en internat ;
- d'un BTS Management Commercial Opérationnel (MCO – ex. Management des Unités Commerciales) (60 étudiants) ;
- d'un Diplôme Universitaire Préparation aux Grandes Ecoles d’Economie et de Management / L3 Economie-Gestion (en partenariat avec l’ISEM Nice).

La communauté éducative est composée de 230 personnes, dont environ 155 enseignants et 75 membres du personnels (éducateurs, services techniques et administratifs). 
De 1998 à 2014, l'établissement est dirigé par François Maillard. 
De 2014 à 2020, le directeur est Régis Brandinelli.
Depuis 2020, l'établissement est dirigé par Olivier Sassi.

### Classements
L'ensemble scolaire est un établissement renommé,. Le lycée est en particulier reconnu pour la qualité de son encadrement, les moyens mis à disposition et ses résultats (100 % de réussite en 2008 et en 2015) aux épreuves du baccalauréat. Il s'est trouvé en 2007 à la tête de l'ensemble des établissements de l'Académie de Nice-Toulon, et a occupé la 8e place nationale pour son lycée général dans un classement en 2005, ainsi que la 21e position pour ses CPGE ECE en 2007, et 21e place au classement L'Express (2007).
Lycée d'enseignement général
En 2015, l'établissement a obtenu 100% de réussite au baccalauréat dont 61,9 % de mentions bien et très bien. Le lycée se classe 7e sur 32 au niveau départemental quant à la qualité d'enseignement, et 400e au niveau nationald'après un classement s'établissant sur trois critères : le taux de réussite au bac, la proportion d'élèves de première qui obtient le baccalauréat en ayant fait les deux dernières années de leur scolarité dans l'établissement, et la valeur ajoutée (calculée à partir de l'origine sociale des élèves, de leur âge et de leurs résultats au diplôme national du brevet).
Classes préparatoires aux grandes écoles
Le classement national des classes préparatoires aux grandes écoles (CPGE) se fait en fonction du taux d'admission des élèves dans les grandes écoles. En 2018, L'Étudiant donne le classement suivant pour les concours de 2017 et des quatre années précédentes :
| Filière                                                              | Élèves admis dans une grande école | Taux d'admission | Taux moyen sur 5 ans | Classement national                          | Évolution sur un an | Écoles sur lesquelles est calculé le taux d'admission |
| -------------------------------------------------------------------- | ---------------------------------- | ---------------- | -------------------- | -------------------------------------------- | ------------------- | ----------------------------------------------------- |
| ECE                                                                  | 3 / 28 élèves                      | 10.7 %           | 5 %                  | 17e sur 105                                  | n.c.                | ESCP, ESSEC, HEC (« top 3 parisiennes »)              |
| MP                                                                   | 0 / 18 élèves                      | 0 %              | 0 %                  | 42e sur 120, ex aequo avec 79 établissements | 0                   | Polytechnique, 4 ENS (Ulm, Saclay, Lyon, Rennes)      |
| PSI / PSI*                                                           | 0 / 37 élèves                      | 0 %              | 0 %                  | 30e sur 118, ex aequo avec 88 établissements | n.c.                | Polytechnique, 2 ENS (Saclay, Rennes)                 |
| Source : Classement 2018 des prépas - L'Étudiant (Concours de 2017). |                                    |                  |                      |                                              |                     |                                                       |

## Anciens élèves
- Antoine Vincent Manca de Vallombrosa, marquis de Morès (1858-1896), aventurier français
- Frédéric Amouretti (1863-1903), proche de Frédéric Mistral, apôtre du régionalisme intégral et l'un des initiateurs (avec Charles Maurras) de l’École parisienne du Félibrige
- le général Maxime Weygand (1867-1965), membre de l'Académie française
- Philippe d'Orléans, duc d'Orléans (1869-1926), explorateur, naturaliste et écrivain, chef de la famille royale de France
- Louis d'Orléans-Bragance (1878-1920), prince de Grão-Pará, écrivain et chef de la Maison impériale du Brésil
- le poète Guillaume Apollinaire (1880-1918)
- Amédée Manca-Amat de Vallombrosa (1880-1968), organiste et compositeur
- Antoine d’Orléans-Bragance (1881-1918), prince du Brésil
- Victor Tuby (1888-1945)
- Roland Garros (1888-1918), pionnier de l'aviation française
- Marcel Henri Alphonse Fontaine (1900-1942) et mort pour la France, le 6 juin 1942 à la bataille de Diégo Suarez à Madagascar, est un officier de la Marine française
- Louis Jourdan (1921-2015), résistant, acteur de cinéma français puis hollywoodien
- Gérard Philipe (1922-1959), comédien de théâtre et de cinéma français
- Michel Bédat (1925-1999), homme d'affaires français, dirigeant de groupes (Saint Gobain, BNP)
- Joan-Daniel Bezsonoff (1963), romancier catalan,
- Gilles Gauci (1970-1975), comédien français, producteur, metteur en scène
- Jean-Baptiste Andrea (1971), réalisateur, scénariste et écrivain français
- Nagui Fam (1972-1979), animateur de radio et de télévision, producteur et comédien[21]
- Claude François Jr. (à partir de 1975), producteur, fils aîné du chanteur de variétés Claude François[21],[22]
- Marc François (à partir de 1975), producteur, fils cadet de Claude François[21],[22]
- Frédéric Brando (1979-1986), footballeur professionnel
- Jennifer Ayache (1983), chanteuse
- Cécilia Cara (1984), chanteuse lyrique